# Ottokar Luban
Ottokar Luban (* 1937 in Berlin-Kreuzberg) ist ein deutscher Historiker und war von 1999 bis 2023 Sekretär der internationalen Rosa-Luxemburg-Gesellschaft.

## Leben
Ottokar Luban studierte zwischen 1956 und 1960 Geschichte an der Pädagogischen Hochschule (PH) Berlin-Lankwitz, das Studium finanzierte er durch eine gleichzeitige Tätigkeit als Postfacharbeiter. Seit 1960 arbeitete er als Geschichtslehrer in Berlin-Wedding, 1966 bis 1968 absolvierte er ein Zusatzstudium Sonderpädagogik an der PH in Lankwitz. Danach wirkte er als Sonderschullehrer an Schulen in Berlin-Wedding und Berlin-Tempelhof.
Von 1969 bis 1971 absolvierte er ein nebenberufliches Studium an der Freien Universität Berlin in den Fächern Geschichte, Politologie und Erziehungswissenschaften. Neben seiner Tätigkeit als Lehrer widmete sich Luban seit den 1970er Jahren der Erforschung der Geschichte der Arbeiterbewegung, insbesondere der Novemberrevolution und dem Wirken der Spartakusgruppe. In zahlreichen Aufsatzveröffentlichungen in deutscher und englischer Sprache widmete er sich dabei immer wieder auch der Biographie Rosa Luxemburgs. Seine Werke wurden auch ins Französische sowie auf Chinesisch, Japanisch und Russisch übersetzt. Von 1999 bis 2023 organisierte er als ehrenamtlicher Sekretär zusammen mit dem Vorsitzenden Narihiko Ito (Chuo-Universität Tokio, Japan) die Konferenzen und Publikationen der Internationalen Rosa-Luxemburg-Gesellschaft und ist aktuell Mitglied in deren Wissenschaftlichen Beirat.
Ottokar Luban ist Mitglied der Historischen Kommission der Berliner SPD.

## Werke (Auswahl)
Bücher
- Rosa Luxemburgs Demokratiekonzept. Ihre Kritik an Lenin und ihr politisches Wirken 1913–1919. Rosa-Luxemburg-Forschungsberichte, H. 6, Rosa-Luxemburg-Stiftung Sachsen, Leipzig 2008, Volltext online hier.
- Die ratlose Rosa: Die KPD-Führung im Berliner Januaraufstand 1919. Legende und Wirklichkeit. Supplement 1 zu Sozialismus, Hamburg 2001, ISBN 3-87975-960-X

Herausgeber
- mit Nahiriko Ito und Annelies Laschitza (Hg.): Rosa Luxemburg. Ökonomische und historisch-politische Aspekte ihres Werkes. Internationale Rosa-Luxemburg-Gesellschaft in Tokio, April 2007, und Berlin Januar 2009; Berlin 2010

Aufsätze (chronologisch, Auswahl)
- Die Agitation für Frieden und Demokratie durch die im Ersten Weltkrieg nach Holland desertierten Linkssozialisten Carl Minster und Wilhelm Pieck und ihre Zusammenarbeit mit dem französischen Geheimdienst. In: Mitteilungen Förderkreis Archive und Bibliotheken zur Geschichte der Arbeiterbewegung. Nr. 57 (März 2020), S. 38–40. ISSN 1869-3709
- Rosa Luxemburg’s Concept of Spontaneity and Creativity in Proletarian Mass Movements - Theory and Practice, in: Journal “International Critical Thought”. Official publication of the Chinese Academy of Social Sciences (CASS), Beijing. PR China; Taylor and Francis Online (Abingdon, UK). Published online: 16 Dec 2019, https://www.tandfonline.com/doi/full/10.1080/21598282.2019.1695362
- Die verfrühte Gründung der Kommunistischen Partei Deutschlands (Spartakusbund), in: Stefan Bollinger (Projektleitung): Revolution gegen Kaiser und Krieg. Für demokratische Republik, Frieden und Sozialismus?, Teil 2, Akteure der Novemberrevolution, Pankower Vorträge, H. 220, Helle Panke e. V., Berlin 2018, S. 16–22
- The Role of the Spartacist Group after 9 November 1918 and the Formation of the KPD, in: Ralf Hoffrogge und Norman LaPorte (Hrsg.): Weimar Communism as Mass Movement 1918-1933, Lawrence & Wishart, London 2017, S. 45–65.
- Der Kampf der Berliner SPD-Basis im ersten Kriegsjahr gegen die Kriegskreditbewilligung, in: JahrBuch für Forschungen zur Geschichte der Arbeiterbewegung, Heft II/2014.
- Der Spartakusführer Hugo Eberlein und die kurze Räteherrschaft in Berlin-Mariendorf. Notizen über eine unveröffentlichte Rede Eberleins vom 19. November 1918, in: Jahrbuch für Historische Kommunismusforschung 2011, S. 311–322.
- Rosi Wolfsteins antimilitaristische Aktivitäten 1916/17: Neue Quellenfunde, in: Mitteilungsblatt des Instituts für soziale Bewegungen an der Ruhr-Universität Bochum, Nr. 44, 2010
- Die Oktoberkonferenz 1918 der Spartakusgruppe. Neue Forschungsergebnisse, in: Ulla Plener (Hrsg.): Die Novemberrevolution 1918/19 in Deutschland. Für bürgerliche und sozialistische Demokratie. Allgemeine, regionale und biographische Aspekte. Beiträge zum 90. Jahrestag der Revolution, Berlin 2009, S. 68–78.
- Karl Radek im Januaraufstand 1919 in Berlin. Drei Dokumente, in: IWK, Jg. 36 (2000), H. 3, S. 377–397.
- Die Novemberrevolution 1918 in Berlin. Eine notwendige Revision des bisherigen Geschichtsbildes, in: JahrBuch für Forschungen zur Geschichte der Arbeiterbewegung, Heft I/2009, S. 55–78.
- Russische Bolschewiki und deutsche Linkssozialisten am Vorabend der deutschen Novemberrevolution. Beziehungen und Einflussnahmen, in: Jahrbuch für historische Kommunismusforschung 2009, S. 283–298.
- Mathilde Jacob: Mehr als Rosa Luxemburgs Sekretärin. Mit dem Text von M. Jacobs einziger öffentlicher Rede, in: JahrBuch für Forschungen zur Geschichte der Arbeiterbewegung, Nr. 3, 2002, S. 110–128.
- Rosa Luxemburg – demokratische Sozialistin oder Bolschewistin? in: Jahrbuch für Historische Kommunismusforschung, 2000/2001, S. 409–420.
- Die „innere Notwendigkeit, mithelfen zu dürfen“. Zur Rolle Mathilde Jacobs als Assistentin der Spartakusführung bzw. der KPD-Zentrale, in: IWK, Jg. 29, 1993, H. 4, S. 421–470.
- Die Auswirkungen der Jenaer Jugendkonferenz 1916 und die Beziehungen der Zentrale der revolutionären Arbeiterjugend zur Führung der Spartakusgruppe, in: Archiv für Sozialgeschichte, 11, 1971, S. 185–223.
- Rosa Luxemburg, Spartakus und die Massen. Vier Beispiele zur Taktik der Spartakusgruppe bzw. des Spartakusbundes, Referat zur 8. Tagung der Internationalen Rosa-Luxemburg-Gesellschaft im September 1996 in Warschau, in: Theodor Bergmann, Wolfgang Haible Hg.: Reform, Demokratie, Revolution. Zur Aktualität von R. Luxemburg. Supplement zu Sozialismus, 5, Hamburg 1997, ISBN 3-87975-921-9, S. 11–27.